# Ninjas in Pyjamas
Ninjas in Pyjamas (skrót: NiP) – szwedzka drużyna e-sportowa założona w 2000 roku przez Tommy’ego Ingermarssona i Emila Christensena. Siedziba drużyny mieściła się w Sztokholmie. Zespół został rozwiązany pod koniec 2007 roku, a został reaktywowany w sierpniu 2012.
Ninjas in Pyjamas był jednym z członków założycieli G7 Teams.

## Historia

### 2000 – 2002
Drużyna została założona w czerwcu 2000 roku, ale kształtowała się do 2001 roku, wielokrotnie zmieniając skład drużyny oraz swoją nazwę. Największym sukcesem było zwycięstwo w lidze CPL w 2001 po zaciętej walce z X3 (prekursor Team 3D). Drużyna miała problem ze znalezieniem sponsora. W 2002 roku organizacja została wchłonięta przez SK Gaming. Tam gracze kontynuowali swoje sukcesy, stając się dominującą siłą w Counter-Strike’u. W 2003 roku, wygrywając największe turnieje e-sportowe, drużyna zdobyła ok. 170 000 dolarów.

### 2005 – 2007
Na początku 2005 roku Ninjas in Pyjamas zostało reaktywowane. Gracze nie chcieli odnowić kontraktów z SK Gaming, które zalegało z wypłatą zarobionych pieniędzy. Jednak w tym samym roku niektórzy z nich wrócili do SK, tym samym zmuszając NiP do znalezienia nowych talentów będących w stanie zastąpić starych graczy. Emil Christensen razem z Tommym Ingemarssenem zreformowali klan, który został wykupiony przez Gamers Paradise Holding. Drużyna nadal brała udział w międzynarodowych turniejach, zajmując w nich wysokie miejsca. Jednym z największych sukcesów nowej ery NiP było wicemistrzostwo World Cyber Games 2006. W końcówce 2005 roku klan powiększył się o sekcję Warcrafta III pochodzącą z Korei Południowej. Drużyna brała udział w turnieju ESL WC3L Series, jednak w 2006 roku z powodu niezadowalających wyników sekcja została rozwiązana. Drużyna została rozwiązana we wrześniu 2007.

### od 2012
10 sierpnia NiP został ponownie reaktywowany, w związku z wydaniem następcy wersji 1.6 – Counter-Strike: Global Offensive. W odświeżonym składzie NiP znaleźli się: f0rest, GeT_RiGhT, Xizt, Fifflaren oraz friberg. Szwedzcy gracze otrzymali wsparcie marki Zowie produkującej sprzęt dla graczy, a także legendy sceny – Emila Christensena i Budaka. W maju 2013 roku organizacja Ninjas in Pyjamas założyła swój pierwszy zespół League of Legends przyjmując w swoje szeregi byłych graczy Copenhagen Wolves: Søren Bjergsen Bjerg, Martin Deficio Lynge, Kasper TheTess Poulsen, Dennis Svenskeren Johnsen i Dan NeeGodbro Van Vo. 17 sierpnia Ninjas in Pyjamas wygrywa ESL Cologne 2014 pokonując w finale drużynę Fnatic. 4 listopada do drużyny dołącza Mikail Maikelele Bill zastępując Robina Fifflaren Johanssona. 4 października Ninjas in Pyjamas rezygnuje z sekcji League of Legends, pozostawiając jedynie zespół w grze Counter-Strike: Global Offensive. 8 kwietnia Ninjas in Pyjamas tworzy skład w Dota 2. 24 lutego do drużyny dołącza Aleksi allu Jalli zastępując Mikail Maikelele Bill. 27 listopada NiP rezygnuje ze składu w Dota 2 z powodu niezadowalających wyników. 7 grudnia odchodzi z drużyny Aleksi allu Jalli, dwa tygodnie później dołącza Jacob pyth Mourujärvi. 1 stycznia do drużyny dołącza Björn THREAT Pers jako trener drużyny. Trzy miesiące później wygrywają DreamHack Masters Malmö 2016, walcząc w finale o 100 000 dolarów przeciwko drużynie Natus Vincere.

## Aktualna drużyna

### Counter-Strike: Global Offensive
| Aktualny skład | Aktualny skład  | Aktualny skład      | Aktualny skład  |
|                | Pseudonim       | Imię i nazwisko     | Data dołączenia |
| -------------- | --------------- | ------------------- | --------------- |
|                | f0rest          | Patrik Lindberg     | 2012-08-10      |
|                | GeT_RiGhT       | Christopher Alesund | 2012-08-10      |
|                | REZ             | Fredrik Sterner     | 2017-06-12      |
|                | Xizt            | Richard Landström   | 2012-08-10      |
|                | draken          | William Sundin      | 2017-03-13      |
|                | THREAT (trener) | Björn Pers          | 2016-01-01      |

| Nieaktywni gracze | Nieaktywni gracze | Nieaktywni gracze | Nieaktywni gracze | Nieaktywni gracze  |
|                   | Pseudonim         | Imię i nazwisko   | Data dołączenia   | Data nieaktywności |
| ----------------- | ----------------- | ----------------- | ----------------- | ------------------ |
|                   | friberg           | Adam Friberg      | 2012-08-10        | 2017-06-12         |

| Gracze   | Gracze    | Gracze           | Gracze          | Gracze        |
|          | Pseudonim | Imię i nazwisko  | Data dołączenia | Data odejścia |
| -------- | --------- | ---------------- | --------------- | ------------- |
|          | pyth      | Jacob Mourujärvi | 2015-12-29      | 2017-05-19    |
|          | allu      | Aleksi Jalli     | 2015-02-24      | 2015-12-07    |
|          | Maikelele | Mikail Bill      | 2014-11-04      | 2015-03-18    |
|          | Fifflaren | Robin Johansson  | 2012-08-10      | 2014-11-03    |
| Trenerzy |           |                  |                 |               |
|          | Pseudonim | Imię i nazwisko  | Data dołączenia | Data odejścia |
|          | natu      | Joona Leppänen   | 2015-04-27      | 2015-08-28    |
|          | pita      | Faruk Pita       | 2014-08-13      | 2015-04-27    |

|  | Pseudonim       | Imię i nazwisko |   |  | Pseudonim zastąpionego | Imię i nazwisko zastąpionego | Turniej                                                        |
|  | --------------- | --------------- | - |  | ---------------------- | ---------------------------- | -------------------------------------------------------------- |
|  | Maikelele       | Mikail Bill     | ⇐ |  | pyth                   | Jacob Mourujärvi             | SL i-League StarSeries Season 2 Finals ESL Pro League Season 4 |
|  | disco doplan    | Joakim Gidetun  | ⇐ |  | pyth                   | Jacob Mourujärvi             | ESL Pro League Season 4                                        |
|  | THREAT (trener) | Björn Pers      | ⇐ |  | pyth                   | Jacob Mourujärvi             | MLG Major Championship: Columbus 2016                          |
|  | Delpan          | Marcus Larsson  | ⇐ |  | Maikelele              | Mikail Bill                  | Star Ladder: Star Series – Season XII                          |
|  | allu            | Aleksi Jalli    | ⇐ |  | Maikelele              | Mikail Bill                  | Faceit 2015 EU League 1                                        |

### Overwatch
| Aktualny skład | Aktualny skład | Aktualny skład   | Aktualny skład  |
|                | Pseudonim      | Imię i nazwisko  | Data dołączenia |
| -------------- | -------------- | ---------------- | --------------- |
|                | mafu           | Lauri Rasi       | 2016-08-02      |
|                | hymzi          | Kalle Honkala    | 2016-08-02      |
|                | kyynel         | Antti Kinnunen   | 2016-08-02      |
|                | zappis         | Joonas Alakurtti | 2016-08-02      |
|                | fragi          | Joona Laine      | 2016-08-02      |
|                | seita          | Joni Paavola     | 2016-08-02      |

## Wcześniejsze drużyny

### Dota 2
|  | Pseudonim   | Imię i nazwisko | Data dołączenia | Data odejścia |
|  | ----------- | --------------- | --------------- | ------------- |
|  | Era         | Adrian Kryeziu  | 2015-01-01      | 2015-11-13    |
|  | Limmp       | Linus Blomdin   | 2015-02-23      | 2015-11-13    |
|  | jonassomfan | Jonas Lindholm  | 2015-01-01      | 2015-11-13    |
|  | Handsken    | Simon Haag      | 2015-01-01      | 2015-11-13    |
|  | Sealkid     | Elias Merta     | 2015-01-01      | 2015-11-13    |
|  | Chessie     | Rasmus Blomdin  | 2015-08-23      | 2015-08-23    |
|  | Apemother   | Joel Larsson    | 2015-01-01      | 2015-02-23    |

### League of Legends
|  | Pseudonim  | Imię i nazwisko           | Data odejścia |
|  | ---------- | ------------------------- | ------------- |
|  | Cabochard  | Lucas Simon-Meslet        | 2014-10-04    |
|  | ImSoFresh  | Karim Bbahla              | 2014-10-04    |
|  | Alex Ich   | Alexey Ichetovkin         | 2014-10-04    |
|  | Voidle     | Erih Sommermann           | 2014-10-04    |
|  | Loulex     | Jean-Victor Burgevin      | 2014-10-04    |
|  | k0u        | Tri Tin Lam               | 2014-09-04    |
|  | Mithy      | Alfonso Aguirre Rodriguez | 2014-06-02    |
|  | Exileh     | Fabian Schubert           | 2014-07-08    |
|  | Freeze     | Aleš Kněžínek             | 2014-05-01    |
|  | Nukeduck   | Erlend Holm               | 2014-05-01    |
|  | Zorozero   | Morten Rosenquist         | 2014-05-01    |
|  | Hulberto   | Johan Johansson           | 2014-05-01    |
|  | Amin       | Amin Mezher               | 2014-02-18    |
|  | Deficio    | Martin Lynge              | 2014-01-13    |
|  | hyrqBot    | John Velly                | 2014-01-11    |
|  | MrRalleZ   | Rasmus Skinneholm         | 2013-12-17    |
|  | TheTess    | Kasper Poulsen            | 2013-11-03    |
|  | NeeGodbro  | Dan Van Vo                | 2013-11-03    |
|  | kev1n      | Kevin Rubiszewski         | 2013-11-03    |
|  | Bjergsen   | Søren Bjerg               | 2013-11-02    |
|  | Svenskeren | Dennis Johnsen            | 2013-11-02    |
|  | Mimer      | Mimer Ahlström            | 2013-09-13    |
|  | extinkt    | Vytautas Melinauskas      | 2013-07-23    |

## Organizacja
|  | Imię i nazwisko                 | Pseudonim | Stanowisko               |
|  | ------------------------------- | --------- | ------------------------ |
|  | Hicham Chahine                  |           | Chief Executive Officer  |
|  | Emil Christensen                | HeatoN    | Założyciel               |
|  | Joachim Rittfeldt Hofvenschiöld | Hofven    | Social Media Director    |
|  | Petter Nilsson                  | PRIESt    | Editor in Chief          |
|  | Perra Andersen                  | akidos    | Video Producer           |
|  | Łukasz Berć                     | Kameeleon | Community Manager Poland |

|  | Imię i nazwisko | Pseudonim | Stanowisko              |
|  | --------------- | --------- | ----------------------- |
|  | Per Lilliefelth |           | Chief Executive Officer |
|  | Niklas Fischier | Fiskoo    | Chief Executive Officer |
|  | Anton Budak     | BUDAK     | Menedżer                |

## Wyniki
| Miejsce   | Turniej                                                 | Lokalizacja         | Data                                | Źródło |
| --------- | ------------------------------------------------------- | ------------------- | ----------------------------------- | ------ |
| 1 miejsce | DreamHack Valencia 2012                                 | Walencja, Hiszpania | 22 – 23 września 2012               | [ 26 ] |
| 1 miejsce | Electronic Sports World Cup 2012                        | Paryż, Francja      | 31 października – 4 listopada 2012  | [ 27 ] |
| 1 miejsce | DreamHack Winter 2012                                   | Jönköping, Szwecja  | 22 – 24 listopada 2012              | [ 28 ] |
| 1 miejsce | AMD Sapphire Invitational                               | Praga, Czechy       | 1 – 3 grudnia 2012                  | [ 29 ] |
| 1 miejsce | Thor Open 2012                                          | Sztokholm, Szwecja  | 8 – 9 grudnia 2012                  | [ 30 ] |
| 1 miejsce | NorthCon eSport Arena 2012                              | Niemcy              | 13 – 16 grudnia 2012                | [ 31 ] |
| 1 miejsce | ESL Major Series Winter Season 2012                     | Online              | 5 listopada 2012 – 24 stycznia 2013 | [ 32 ] |
| 1 miejsce | Fnatic FragOut League Season 1                          | Online              | 27 stycznia – 10 lutego 2013        | [ 33 ] |
| 1 miejsce | RaidCall EMS One Spring 2013 Cup #2                     | Online              | 20 – 21 lutego 2013                 | [ 34 ] |
| 1 miejsce | Mad Catz CS:GO Invitational                             | Wiedeń, Austria     | 23 – 24 lutego 2013                 | [ 35 ] |
| 1 miejsce | TECHLABS Cup 2013 Moscow                                | Moskwa, Rosja       | 23 marca 2013                       | [ 36 ] |
| 1 miejsce | Copenhagen Games 2013                                   | Kopenhaga, Dania    | 27 – 31 marca 2013                  | [ 37 ] |
| 2 miejsce | StarLadder StarSeries V                                 | Kijów, Ukraina      | 4 – 7 kwietnia 2013                 | [ 38 ] |
| 1 miejsce | RaidCall EMS One Spring 2013 Finals                     | Katowice, Polska    | 18 marca – 14 kwietnia 2013         | [ 39 ] |
| 1 miejsce | ESEA Global Finals Season 13                            | Dallas, USA         | 19 – 21 kwietnia 2013               | [ 40 ] |
| 1 miejsce | RaidCall EMS One Summer 2013 Cup #3                     | Online              | 28 – 29 maja 2013                   | [ 41 ] |
| 1 miejsce | Faceit Cup May 2013                                     | Online              | 30 maja 2013                        | [ 42 ] |
| 1 miejsce | ESPORTSM 2012/2013                                      | Jönköping, Szwecja  | 6 czerwca 2013                      | [ 43 ] |
| 1 miejsce | StarLadder StarSeries VI                                | Kijów, Ukraina      | 4 – 7 czerwca 2013                  | [ 44 ] |
| 2 miejsce | Fnatic FragOut League Season 2                          | Online              | 19 maja – 12 czerwca 2015           | [ 45 ] |
| 1 miejsce | DreamHack Summer 2013                                   | Jönköping, Szwecja  | 15 – 18 czerwca 2013                | [ 46 ] |
| 1 miejsce | ESEA Invite Season 14 Global Finals                     | Dallas, USA         | 16 – 18 sierpnia 2013               | [ 47 ] |
| 1 miejsce | ESL Major Series One – Fall 2013: Cup 1                 | Online              | 3 – 4 września 2013                 | [ 48 ] |
| 1 miejsce | Faceit Cup August 2013                                  | Online              | 9 września 2013                     | [ 49 ] |
| 1 miejsce | ESL Major Series One – Fall 2013: Cup 2                 | Online              | 10 – 11 września 2013               | [ 50 ] |
| 1 miejsce | DreamHack Bucharest 2013                                | Bukareszt, Rumunia  | 14 – 15 września 2013               | [ 51 ] |
| 3 miejsce | StarLadder StarSeries VII                               | Kijów, Ukraina      | 10 – 13 października 2013           | [ 52 ] |
| 2 miejsce | ESL Major Series One – Fall 2013                        | Kolonia, Niemcy     | 1 – 27 października 2013            | [ 53 ] |
| 2 miejsce | DreamHack Winter 2013                                   | Jönköping, Szwecja  | 28 listopada – 1 grudnia 2013       | [ 54 ] |
| 1 miejsce | Fragbite Masters Season I                               | Online              | 12 – 13 grudnia 2013                | [ 55 ] |
| 1 miejsce | Svecup Grand Finals 2013                                | Göteborg, Szwecja   | 14 grudnia 2013                     | [ 56 ] |
| 2 miejsce | DreamHack Stockholm SteelSeries CS:GO Invitational 2014 | Sztokholm, Szwecja  | 21 lutego 2014                      | [ 57 ] |
| 1 miejsce | Counter Strike Forever London                           | Online              | 28 lutego – 1 marca 2014            | [ 58 ] |
| 3 miejsce | GSL Egamingbets Cup 1                                   | Online              | 5 – 9 marca 2014                    | [ 59 ] |
| 2 miejsce | ESL Major Series One: Katowice 2014                     | Katowice, Polska    | 13 – 16 marca 2014                  | [ 60 ] |
| 1 miejsce | Faceit March Championship 2014                          | Online              | 25 – 26 marca 2014                  | [ 61 ] |
| 1 miejsce | Copenhagen Games 2014                                   | Kopenhaga, Dania    | 16 – 20 kwietnia 2014               | [ 62 ] |
| 1 miejsce | eSportsventure Cup                                      | Online              | 28 kwietnia 2014                    | [ 63 ] |
| 2 miejsce | StarLadder StarSeries IX                                | Kijów, Ukraina      | 2 – 4 maja 2014                     | [ 64 ] |
| 1 miejsce | Mikz ESPORT Challenge                                   | Online              | 18 – 19 maja 2014                   | [ 65 ] |
| 2 miejsce | ESPORTSM 2013/2014                                      | Jönköping, Szwecja  | 15 czerwca 2014                     | [ 66 ] |
| 1 miejsce | DreamHack Summer 2014                                   | Jönköping, Szwecja  | 14 – 17 czerwca 2014                | [ 67 ] |
| 2 miejsce | Team Dignitas CS:GO SCAN Invitational                   | Online              | 22 czerwca 2014                     | [ 68 ] |
| 1 miejsce | IronGaming I                                            | Austin, USA         | 4 – 6 lipca 2014                    | [ 69 ] |
| 2 miejsce | Caseking of the Hill #3                                 | Online              | 30 lipca 2014                       | [ 70 ] |
| 1 miejsce | ESL One: Cologne 2014                                   | Kolonia, Niemcy     | 14 – 17 sierpnia 2014               | [ 71 ] |
| 1 miejsce | Caseking of the Hill 5                                  | Online              | 21 sierpnia 2014                    | [ 72 ] |
| 1 miejsce | Caseking of the Hill 6                                  | Online              | 27 sierpnia 2014                    | [ 73 ] |
| 2 miejsce | Caseking of the Hill 7                                  | Online              | 9 września 2014                     | [ 74 ] |
| 2 miejsce | Virtus.pro Staff Cup 1                                  | Online              | 5 – 23 listopada 2014               | [ 75 ] |
| 2 miejsce | DreamHack Winter 2014                                   | Jönköping, Szwecja  | 27 – 30 listopada 2014              | [ 76 ] |
| 2 miejsce | MLG X-Games Aspen 2015                                  | Aspen, USA          | 23 – 25 stycznia 2015               | [ 77 ] |
| 2 miejsce | ESL One Katowice 2015                                   | Katowice, Polska    | 12 – 15 marca 2015                  | [ 78 ] |
| 2 miejsce | GFINITY Spring Masters 1                                | Londyn, Anglia      | 20 – 22 marca 2015                  | [ 79 ] |
| 2 miejsce | StarLadder StarSeries XII                               | Kijów, Ukraina      | 13 stycznia – 29 marca 2015         | [ 80 ] |
| 3 miejsce | CCS Kick-off Season Finals                              | Bukareszt, Rumunia  | 17 marca – 26 kwietnia 2015         | [ 81 ] |
| 1 miejsce | ESPORTSM 2015                                           | Jönköping, Szwecja  | 31 maja – 13 czerwca 2015           | [ 82 ] |
| 2 miejsce | GFINITY Masters Summer 1                                | Londyn, Anglia      | 26 – 28 czerwca 2015                | [ 83 ] |
| 2 miejsce | Fragbite Masters Season 5                               | Sztokholm, Szwecja  | 4 – 6 grudnia 2015                  | [ 84 ] |
| 1 miejsce | DreamHack Masters Malmö 2016                            | Malmö, Szwecja      | 12 – 17 kwietnia 2016               | [ 85 ] |
| 1 miejsce | SL i-League StarSeries Season 2 Finals                  | Kijów, Ukraina      | 7 – 11 września 2016                | [ 86 ] |

| Miejsce                                             | Turniej                                      | Lokalizacja        | Data              | Źródło |
| --------------------------------------------------- | -------------------------------------------- | ------------------ | ----------------- | ------ |
| 2 miejsce                                           | IEM Season VIII – Cologne Amateur Tournament | Kolonia, Niemcy    | 11 listopada 2013 | [ 87 ] |
| 2 miejsce                                           | 2014 EU Challenger Series Spring #1          | Online             | 15 lutego 2014    | [ 88 ] |
| 1 miejsce                                           | 2014 EU Challenger Series Spring #2          | Online             | 28 marca 2014     | [ 89 ] |
| 2 miejsce                                           | 2014 EU Challenger Series Spring Playoffs    | Online             | 30 lipca 2014     | [ 90 ] |
| 1 miejsce                                           | DreamHack Summer 2014                        | Jönköping, Szwecja | 11 kwietnia 2014  | [ 91 ] |
| 2 miejsce                                           | 2014 EU Challenger Series Summer #1          | Online             | 21 czerwca 2014   | [ 92 ] |
| 2 miejsce                                           | 2014 EU Challenger Series Summer #2          | Online             | 30 lipca 2014     | [ 92 ] |
| Główne turnieje                                     |                                              |                    |                   |        |
| 3 miejsce                                           | 2014 Black Monster Cup EU Summer             | Online             | 4 września 2014   | [ 93 ] |
| 1 miejsce                                           | Copenhagen Games 2014                        | Kopenhaga, Dania   | 19 kwietnia 2014  | [ 94 ] |
| W mniejszych, miesięcznych, tygodniowych turniejach |                                              |                    |                   |        |
| 1 miejsce                                           | SoloMid EU Invitational 6                    | Online             | 19 maja 2014      | [ 95 ] |
| 1 miejsce                                           | FACEIT Challenger Invitational               | –                  | 2 lutego 2014     | [ 96 ] |
| 1 miejsce                                           | EUW Challenger Series #18                    | –                  | 28 stycznia 2014  | [ 97 ] |

| Miejsce   | Turniej                                          | Lokalizacja       | Data             | Źródło  |
| --------- | ------------------------------------------------ | ----------------- | ---------------- | ------- |
| 3 miejsce | Star Ladder Star Series Season 11                | Ukraina           | 18 stycznia 2015 | [ 98 ]  |
| 1 miejsce | Alienware Area 51 Dota 2 Cup                     | Online            | 23 stycznia 2015 | [ 99 ]  |
| 3 miejsce | Major All Stars Dota 2 Tournament                | Malezja           | 22 marca 2015    | [ 100 ] |
| 3 miejsce | joinDOTA MLG Pro League Season 1                 | Stany Zjednoczone | 12 kwietnia 2015 | [ 101 ] |
| 1 miejsce | joinDOTA MLG Pro League Season 2                 | Stany Zjednoczone | 7 czerwca 2015   | [ 102 ] |
| 1 miejsce | Esport SM 2015                                   | Szwecja           | 13 czerwca 2015  | [ 103 ] |
| 3 miejsce | DreamLeague Season 3                             | Szwecja           | 15 czerwca 2015  | [ 104 ] |
| 3 miejsce | World Cyber Arena 2015 – European Pro Qualifiers | Online            | 24 września 2015 | [ 105 ] |

| Miejsce   | Turniej                            | Lokalizacja            | Data            | Źródło  |
| --------- | ---------------------------------- | ---------------------- | --------------- | ------- |
| 2 miejsce | World e-Sports Games 2005 Season 3 | Seul, Korea Południowa | 11 grudnia 2005 | [ 106 ] |